# 3. Panzer-Division (Wehrmacht)
Die 3. Panzer-Division war ein vor Beginn des Zweiten Weltkrieges im Rahmen des Heeresaufbauprogramms aufgestellter Großverband der Wehrmacht. Gemeinsam mit der 1. und 2. Panzer-Division gehört dieser im Jahr 1935 gebildete Verband zur Keimzelle der Panzertruppe.

## Vorgeschichte
Ab 1928 existierte in der Reichswehr ein 5-Jahresplan, der vorsah innerhalb der nächsten drei bis fünf Jahre eine Panzertruppe aufzustellen. Als erster Panzerausbildungstruppenteil wurde am 1. November 1933 das Kraftfahrlehrkommando Zossen aufgestellt. Es handelte sich um eine Kompanie mit Soldaten, welche die geheime Panzerausbildung in der Sowjetunion absolviert hatten. Im Januar 1934 erhielt das Lehrkommando die ersten 150 Schulfahrgestelle, die eigentlich Panzerkampfwagen I ohne Panzeroberwanne und Turm waren. Am 1. November 1934 wurde das Kraftfahrlehrkommando Zossen zu einem vollständigen Panzer-Regiment aufgestockt und auf dem Truppenübungsplatz Ohrdruf wurde das Panzer-Regiment 2 mit einer I. und II. Abteilung mit je drei leichten und einer mittleren Panzerkompanie aufgestellt. Beide Regimenter bildeten zusammen die Panzer-Brigade 1 der Versuchs-Panzerdivision 1934/35. Im August 1935 wurde der Verband inoffiziell zur 1. Panzer-Division des Deutschen Reiches.
Am 15. Oktober 1935 wurde die zweite Phase des deutschen Heeresaufbauprogramms mit der Aufstellung der umgegliederten 1. Panzer-Division, der neu aufgestellten 2. Panzer-Division und der neu aufgestellten 3. Panzer-Division umgesetzt.

## Geschichte

### Aufstellung
Die 3. Panzer-Division wurde am 15. Oktober 1935 in Wünsdorf im Wehrkreis III neu aufgestellt. Sitz des Divisionsstabes war Berlin.
Die Gliederung mit den für den Verband durchgeführten Neuaufstellungen war:
- Divisionsstab (Berlin)
- Panzer-Brigade 3 ()
  - Panzer-Regiment 5 (Bernau) (aus Teilen des Panzer-Regiment 1 der nur wenige Monate zuvor aufgestellten 1. Panzer-Division)
  - Panzer-Regiment 6 (Neuruppin vorher Zossen) (aus der Hälfte I. Abteilung / Kraftfahr-Lehr-Kommando Zossen und Abgaben  des Reiter-Regiments 4 (1., 2. und 4. Schwadron) und neu ausgebildeten Rekruten des Panzer-Regiment 5 und einer Kompanie Panzerabwehr-Abwehr-Abteilung 6)
- Schützen-Brigade 3 (Altengrabow)
  - Schützen-Regiment 3 (Eberswalde) (aus Teilen des Schützen-Regiments Meiningen, einem Drittel des Reiter-Regiments 16 (Langensalza), Teilen der Landespolizeischule Köslin und Einheiten der schlesischen Landespolizei)
  - Kradschützen-Bataillon 3 (Bad Freienwalde (Oder))(aus Teilen der II. Abteilung / Reiter-Regiments 16 und motorisierten Teilen der schlesischen Landespolizei)
- Artillerie-Regiment (mot.) 75 (Eberswalde) (mit Neuaufstellung Rgt.Stab und I. Abteilung aus der Artillerie-Lehr-Abteilung (mot.) Ohrdruf und Ergänzungseinheiten; II. Abteilung im Spätherbst 1936 aus Abgaben I. Abteilung und einer 6. Batterie aus Ulm)
- Aufklärungs-Abteilung (mot.) 3 (Stahnsdorf) (umbenannte und umgegliederte Kraftfahrabteilung Wünsdorf)
- Panzerabwehr-Abteilung 39 (Rheinsberg) (aus Teilen der ehemaligen Kampfwagen-Abwehr-Abteilung 3 in Döberitz)
- Nachrichten-Abteilung (mot.) 39 (Stahnsdorf)
- Pionier-Bataillon (mot.) 39 (Rathenow) (im Oktober 1937 aus Umbenennung ehemaliges Pionier-Bataillon 37 (Wittenberg/Elbe))
- Sonstige Versorgungstruppen mit der Nr. 83

Die Division bildete aus Teilen des Panzer-Regiment 6 den Kader für die Aufstellung der Panzer-Lehr-Abteilung der „Legion Condor“, die als Panzer-Abteilung 80 mit den nationalistischen Kräften von General Franco im Spanischen Bürgerkrieg zum Einsatz kam.
Ende 1938 wurde für das Pionier-Bataillon eine 3. Kompanie aus eigenem Personal aufgestellt.
Im November 1940 wurde als zweites Schützenregiment das Schützen-Regiment 394, aus Infanterie-Regiment 394 und Teilen des Schützen-Regiments 3, aufgestellt.

### Einsätze

#### Polen-Feldzug
In der Vorbereitung des Angriffs auf Polen erhielt die Division mit der im November 1938 aufgestellten Panzer-Lehr-Abteilung eine zusätzliche Panzerabteilung. In Summe standen der Division damit zu diesem Zeitpunkt 122 Pz.Kpfw. I, 176 Pz.Kpfw. II, 43 Pz.Kpfw. III, 22 Pz.Kpfw. IV und 18 Panzerbefehlswagen zur Verfügung.
Als am 1. September 1939 der Polenfeldzug begann, stand auch die 3. Panzer-Division in vorderster Front. Sie stieß im Rahmen des XIX. Armeekorps (mot.) der 4. Armee aus dem Raum Flatow im Nordabschnitt durch den polnischen Korridor über die Brahe durch die Tucheler Heide in Richtung Weichsel vor. Nachdem sie die Weichsel bei Graudenz überschritten hatte, wurde das gesamte Panzerkorps Guderian (280 Panzer der Pz.Brig. 3 und 68 Panzer III und IV der Panzer-Lehr-Abteilung Wünsdorf) zur 3. Armee nach Südostpreußen in den Raum Arys verlegt.
Am 11. September griffen die dortigen Kräfte über den Narew-Abschnitt und den Bug nach Süden in Richtung Brest-Litowsk, mit anschließendem Kampf um die Festung, an. Am 16. September traf die Division dort mit Verbänden der Roten Armee zusammen. Es folgten letzte Verfolgungskämpfe nach Ostpolen bis in den Raum Wlodawa-Lubomi der um den 22. oder 23. September erreicht wurde. Ende September kehrte der Verband wieder in seine Heimatstandorte zurück. Bis zum Jahresende wurden Fahrzeuge instand gesetzt und Verluste ersetzt.
Im Januar/Februar 1940 wurde die 3. Panzer-Division an die Westgrenze verlegt, erst in den Raum um Osnabrück, später im Februar zum XVI. Armee Korps in den Raum Krefeld.

#### Frankreich-Feldzug
Am 10. Mai (Beginn des Westfeldzuges) trat sie über die deutsch-niederländische Grenze, überschritt bei Maastricht die Maas und ging weiter nach Charleroi (Belgien) vor. Danach folgte ein Weitermarsch in Richtung Somme, die sie Anfang Juni überschritt. Nachdem die Seine bei Nogent-Troyes überwunden war, erreichte sie zum Ende des Westfeldzugs Grenoble. Ab Juli wurde die gesamte Division zurück in die Heimat verlegt.
Am 15. Januar 1941 ging von der Organisationsabteilung des Heeres die Anweisung an die 3. Panzer-Division Truppenteile an den Wehrkreis III abzugeben. Diese waren für einen Sperrverband in Afrika vorgesehen und sollten mit weiteren Truppen die 5. leichte Division bilden.

#### Unternehmen Barbarossa

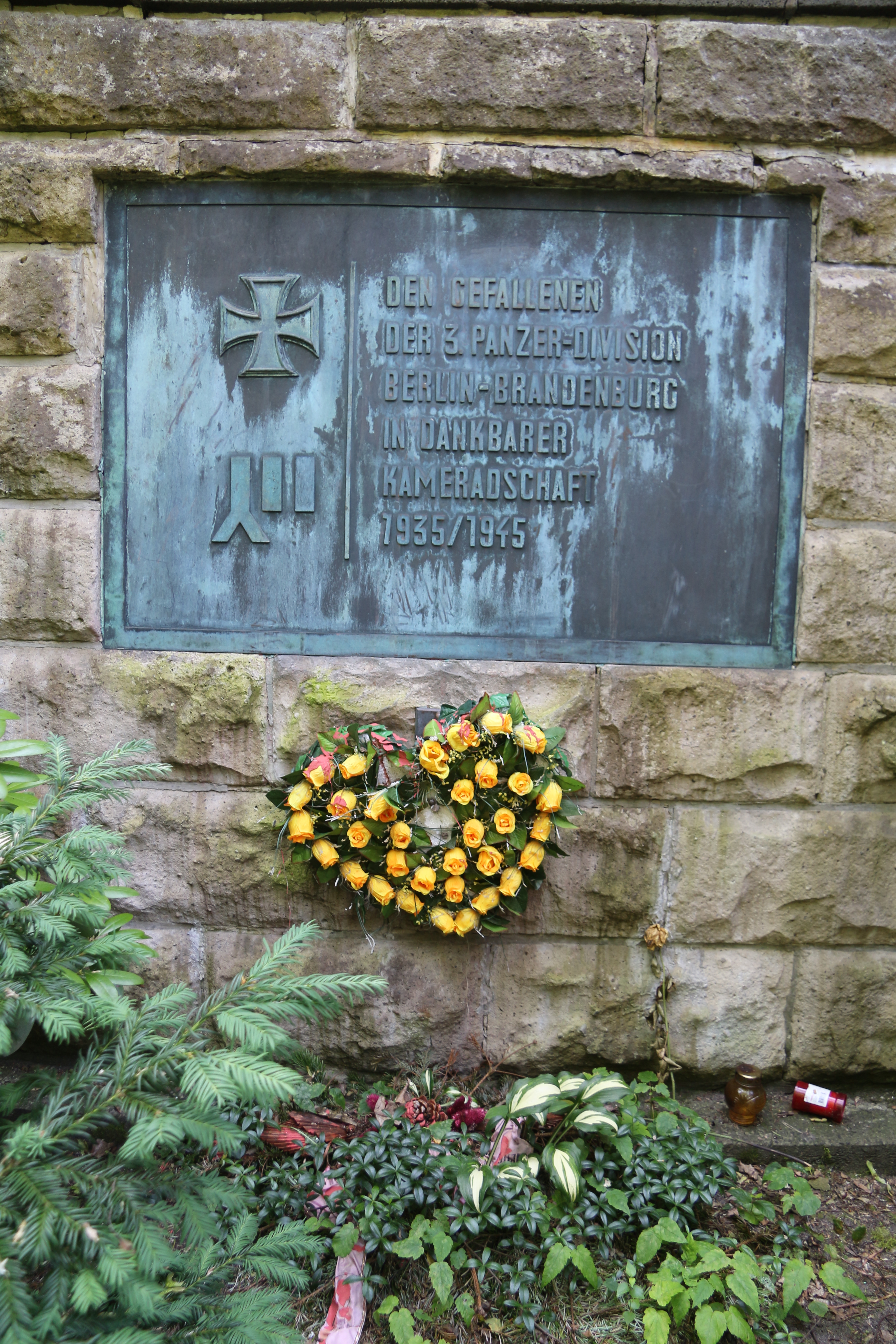
Gedenkplakette für die 3. Panzer-Division auf dem Friedhof Lilienthalstraße in Berlin-Neukölln

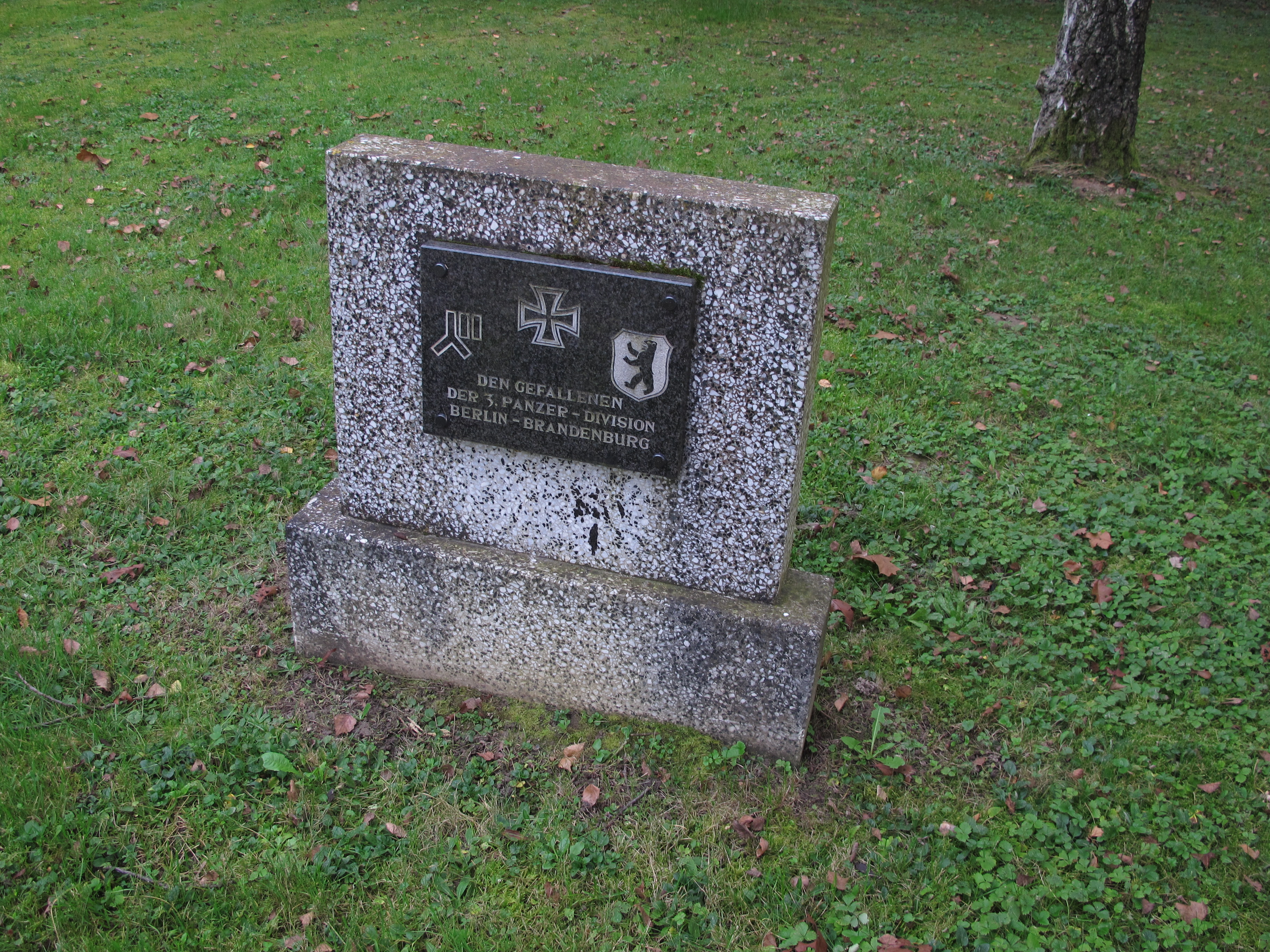
Kriegerdenkmal 3. Panzer-Division bei Fürstenfeld (Österreich)

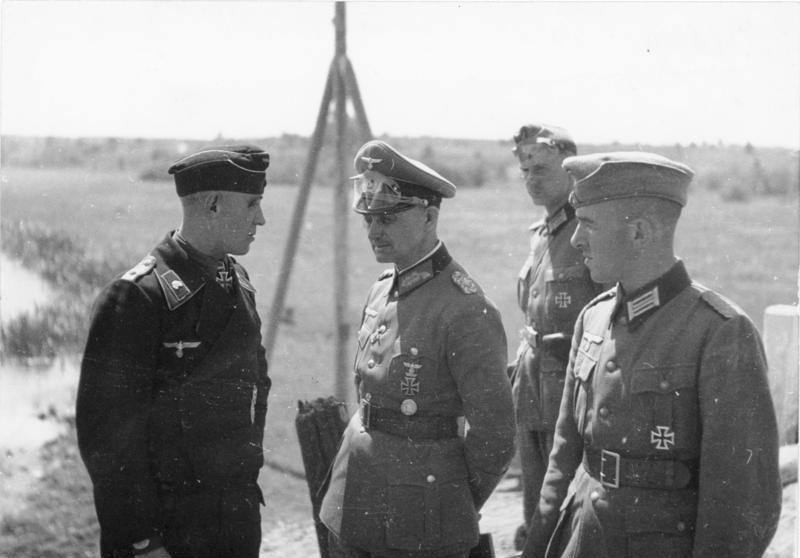
Walter Model (2. v.l.) als Kommandeur der 3. Panzer-Division an der Ostfront (Sluzk), Juli 1941

Kurz vor dem Beginn des Angriffs auf die Sowjetunion wurde die 3. Panzer-Division an die sowjetische Grenze bei Brest-Litowsk verlegt. Sie war dem XXIV. Armeekorps (mot.) der Panzergruppe 2 in der Heeresgruppe Mitte unterstellt. Mit diesem Korps nahm sie an der Kesselschlacht bei Białystok und Minsk teil, erreichte über den Bug die Beresina und war an der Einschließung von Smolensk beteiligt. Danach schwenkte sie nach Süden, um den Kessel von Kiew zu schließen. Ab Oktober 1941 folgte der Angriff auf Moskau über Tula bis Anfang Dezember. Ende Dezember begann ihr Rückzug in Richtung Kursk, wo sie bis Ende Februar 1942 sowjetische Gegenstöße abwehrte.
Anfang März 1942 wurde sie nach Charkow zur Heeresgruppe Süd verlegt. Nach dem Beginn der deutschen Sommeroffensive überquerte sie innerhalb des XXXX. Panzerkorps mit der 1. Panzerarmee den Don bei Nikolajewka und stieß Richtung Kaukasus vor. Nachdem sie im August 1942 Mosdok am Terek erreicht hatte, blieb ihr weiterer Vorstoß wenig später in der verbissenen sowjetischen Verteidigung liegen.
Anfang 1943 zog sich die Division aus dem Kaukasus bis zum Mius nördlich von Rostow zurück. Dort stand sie bis Mitte März in der Abwehr und wurde dann aufgefrischt. Beim am 4. Juli 1943 begonnenen Unternehmen Zitadelle stand die Division am Südabschnitt beim XXXXVIII. Panzerkorps der 4. Panzerarmee bereit. Nach dem Scheitern der Offensive wurde sie sofort nach Süden an den Mius verlegt, da dort sowjetische Verbände durchgebrochen waren.
Am 3. August verließ ein Transport mit 21 neuen Jagdpanzern IV für die Panzerjäger-Abteilung 543 der Division das Heereszeugamt.
In den letzten beiden Kriegsjahren teilte die Division das Schicksal vieler Panzer-Divisionen an der Ostfront, die als „Feuerwehr“ eingesetzt wurden. Bei gegnerischen Frontdurchbrüchen wurden eine oder mehrere Panzer-Divisionen herangezogen, um die Lücke im Gegenangriff wieder zu schließen. Währenddessen brach die Front an anderer Stelle, so dass die Panzer-Divisionen wieder verlegt werden mussten, ohne einen weitreichenden Erfolg zu haben. Durch die häufigen Verlegungen und Kampfeinsätze verschliss das Material besonders schnell. Personelle Verluste wurden nicht mehr ausreichend ersetzt, die Kampfkraft sank ab.
Die 3. Panzer-Division blieb unter wechselnden Unterstellungsverhältnissen im Südabschnitt der Ostfront und kämpfte Ende 1943 in der Schlacht am Dnepr bei Tscherkassy, Kanew und Kiew.
Anfang 1944 führte sie Entsetzungsangriffe, um den deutschen Kessel bei Tscherkassy zu befreien; dann zog sie sich bis Mitte Juni über Bug und Dnjestr in Richtung Chișinău zur rumänischen Grenze zurück. Danach wurde die Einheit nach Norden zur 4. Panzerarmee in die Nähe von Kielce/Tarnów verlegt. Nach dem Beginn der sowjetischen Sommeroffensive im Mittelabschnitt der Ostfront verlegte die Division zur 9. Armee in den Warschauer Raum an den Narew. Am 10. Dezember wurde die 3. Panzer-Division wieder nach Süden in den westungarischen Raum bei Székesfehérvár verlegt.
Ab dem 18. Januar nahm sie am erfolglosen Entsatzangriff für das eingeschlossene Budapest teil. Nach dem im Februar begonnenen und ebenfalls erfolglos verlaufenen Unternehmen Frühlingserwachen zog sich die Division nach Österreich zurück, wo sie am 8. Mai 1945 in Steyr kapitulierte und in amerikanische Kriegsgefangenschaft ging.

## Gliederung
| 1939 Polen                                                            | 1943 Ostfront                                                 |
| --------------------------------------------------------------------- | ------------------------------------------------------------- |
| - Panzer-Brigade 3 - Panzer-Regiment 5 - Panzer-Regiment 6            | - Panzer-Regiment 6                                           |
| - Schützen-Brigade 3 - Schützen-Regiment 3 - Kradschützen-Bataillon 3 | - Panzer-Grenadier-Regiment 3 - Panzer-Grenadier-Regiment 394 |
| - Artillerie-Regiment 75                                              | - Panzer-Artillerie-Regiment 75                               |
|                                                                       | - Heeres-Flak-Artillerie-Abteilung 314                        |
| - Aufklärungs-Abteilung 3                                             | - Panzer-Aufklärungs-Abteilung 3                              |
| - Panzerabwehr-Abteilung 39                                           | - Panzerjäger-Abteilung 543                                   |
| - Pionier-Bataillon 39                                                | - Panzer-Pionier-Bataillon 39                                 |
| - Nachrichten-Abteilung 39                                            | - Panzer-Nachrichten-Abteilung 39                             |
| - Nachschubtruppen 83                                                 | - Nachschubtruppen 83                                         |

## Kommandeure
- Generalleutnant Ernst Feßmann – 15. Oktober 1935 bis Juni 1937
- Oberst Friedrich Kühn – Juni/Juli 1937
- Generalleutnant Ernst Feßmann – Juli 1937 bis 12. Oktober 1937
- Generalleutnant Leo Geyr von Schweppenburg – 12. Oktober 1937 bis 6. Oktober 1939
- Generalmajor Horst Stumpff – 7. Oktober 1939 bis 31. September 1940 [sic?]
- Generalmajor Friedrich Kühn – September bis 3. Oktober 1940
- Generalleutnant Horst Stumpff – 4. Oktober bis 12. November 1940
- Generalleutnant Walter Model – 13. November 1940 bis 1. Oktober 1941
- Generalmajor Hermann Breith – 2. Oktober 1941 bis 30. September 1942
- Generalleutnant Franz Westhoven – 1. Oktober 1942 bis 24. Oktober 1943
- Generalmajor Fritz Bayerlein – 25. Oktober 1943 bis 4. Januar 1944
- Oberst Rudolf Lang – 5. Januar bis 24. Mai 1944
- Generalleutnant Wilhelm Philipps – 25. Mai bis 31. Dezember 1944
- Generalmajor Wilhelm Söth – 1. Januar bis 18. April 1945
- Oberst Volkmar Schöne – 19. April 1945 bis zur Kapitulation

## Ritterkreuzträger
| Name                          | Auszeichnung | Datum         | Dienstgrad        | Einheit                                   | Bemerkung                |
| ----------------------------- | ------------ | ------------- | ----------------- | ----------------------------------------- | ------------------------ |
| Hermann Breith                | Eichenlaub   | 31. Jan. 1942 | Generalmajor      | Kdr. 3. Pz.Div                            | als 69. Soldat           |
| Ernst-Georg Buchterkirch      | Eichenlaub   | 31. Dez. 1941 | Oberleutnant      | Chef 2./Pz.Rgt 6                          | als 44. Soldat           |
| Ernst Kruse                   | Eichenlaub   | 17. Mai 1943  | Oberfeldwebel     | Zugführer i. d. 7./Pz.Gren.Rgt 3          | als 245. Soldat          |
| Günther Pape                  | Eichenlaub   | 15. Sep. 1943 | Oberst            | Kdr. Pz.Gren.Rgt 394                      | als 301. Soldat          |
| Ernst Wellmann                | Eichenlaub   | 30. Nov. 1943 | Oberstleutnant    | Kdr. Pz.Gren.Rgt 3                        | als 342. Soldat          |
| Walter Model                  | Ritterkreuz  | 9. Juli 1941  | Generalleutnant   | Kdr. 3. Pz.Div                            |                          |
| Wilhelm Philipps              | Ritterkreuz  | 5. März 1945  | Generalleutnant   | Kdr. 3. Pz.Div                            |                          |
| Franz Westhoven               | Ritterkreuz  | 25. Okt. 1943 | Generalleutnant   | Kdr. 3. Pz.Div                            |                          |
| Friedrich Kühn                | Ritterkreuz  | 4. Juli 1940  | Generalmajor      | Kdr. 3. Pz.Brig                           |                          |
| Albert Blaich                 | Ritterkreuz  | 24. Juli 1941 | Oberfeldwebel     | Zugführer i. d. 12./Pz.Rgt 6              |                          |
| Ernst-Georg Buchterkirch      | Ritterkreuz  | 29. Juni 1940 | Oberleutnant      | Zugführer i. d. 2./Pz.Rgt 6               |                          |
| Johann Eggers                 | Ritterkreuz  | 14. Dez. 1943 | Unteroffizier     | Richtschütze i. d. 7./Pz.Rgt 6            |                          |
| Gerhard Reinicke              | Ritterkreuz  | 9. Juli 1941  | Feldwebel         | Soldat i. d. 2./Pz.Rgt 6                  |                          |
| Werner Schirp                 | Ritterkreuz  | 28. März 1945 | Hauptmann         | Chef 4./Pz.Rgt 6                          |                          |
| Gustav-Albrecht Schmidt-Ott   | Ritterkreuz  | 7. Okt. 1942  | Oberstleutnant    | Führer Pz.Rgt 6                           |                          |
| Ferdinand Schneider-Kostalski | Ritterkreuz  | 9. Juli 1941  | Hauptmann         | Kdr. III./Pz.Rgt 6                        |                          |
| Karl-Heinz Sorge              | Ritterkreuz  | 7. Feb. 1944  | Oberleutnant      | Chef 5./Pz.Rgt 6                          |                          |
| Arno Taulien                  | Ritterkreuz  | 18. Okt. 1943 | Oberleutnant      | Chef 7./Pz.Rgt 6                          | 1956 Mitgründer des DBwV |
| Hennecke Volckens             | Ritterkreuz  | 17. Dez. 1942 | Hauptmann         | Chef 7./Pz.Rgt 6                          |                          |
| Ulrich Kleemann               | Ritterkreuz  | 13. Okt. 1941 | Oberst            | Kdr. 3. Schtz-Brig                        |                          |
| Otto Bürger                   | Ritterkreuz  | 14. Apr. 1945 | Oberleutnant      | Chef 1./Pz.Gren.Rgt 3                     |                          |
| Karl-Heinz Dietrich           | Ritterkreuz  | 26. Juni 1944 | Hauptmann d.R.    | Kdr. II./Pz.Gren.Rgt 3                    |                          |
| Joachim Dittmer               | Ritterkreuz  | 3. Apr. 1943  | Hauptmann         | Kdr. I./Pz.Gren.Rgt 3                     |                          |
| Hans Erdmann                  | Ritterkreuz  | 10. Dez. 1942 | Hauptmann         | Kdr. I./Pz.Gren.Rgt 3                     |                          |
| Hans Kratzenberg              | Ritterkreuz  | 15. Aug. 1940 | Major             | Kdr. III./Schtz.Rgt 3                     |                          |
| Ernst Kruse                   | Ritterkreuz  | 6. Okt. 1942  | Oberfeldwebel     | Zugführer i. d. 7./Pz.Gren.Rgt 3          |                          |
| Willy Moder                   | Ritterkreuz  | 28. Nov. 1940 | Unteroffizier     | Gruppenführer i. d. 6./Schtz.Rgt 3        |                          |
| Kurt Schulze                  | Ritterkreuz  | 14. Apr. 1945 | Major             | Kdr. I./Pz.Gren.Rgt 3                     |                          |
| Walter Tank                   | Ritterkreuz  | 24. Sep. 1942 | Oberleutnant d.R. | Chef 6./Pz.Gren.Rgt 3                     |                          |
| Ernst Wellmann                | Ritterkreuz  | 2. Sep. 1942  | Oberstleutnant    | Kdr. I./Pz.Gren.Rgt 3                     |                          |
| Martin Weymann                | Ritterkreuz  | 10. Feb. 1945 | Oberstleutnant    | Kdr. Pz.Gren.Rgt 3                        |                          |
| Hermann Zimmermann            | Ritterkreuz  | 4. Sep. 1940  | Major             | Kdr. II./Schtz.Rgt 3                      |                          |
| Artur Becker(-Neetz)          | Ritterkreuz  | 25. Aug. 1941 | Unteroffizier     | Gruppenführer i. d. 7./Schtz.Rgt 394      |                          |
| Richard Görlich               | Ritterkreuz  | 4. Juli 1944  | Unteroffizier     | Gruppenführer i. d. 1./Pz.Gren.Rgt 394    |                          |
| Herbert Müller                | Ritterkreuz  | 8. Sep. 1941  | Major             | Kdr. II./Schtz.Rgt 394                    |                          |
| Gustav Peschke                | Ritterkreuz  | 15. Jan. 1944 | Major             | Kdr. II./Pz.Gren.Rgt 394                  |                          |
| Gerhard Steinführer           | Ritterkreuz  | 8. Mai 1943   | Oberfeldwebel     | Zugführer i. d. 2./Pz.Gren.Rgt 394        |                          |
| Georg Störck                  | Ritterkreuz  | 22. Sep. 1941 | Leutnant d.R.     | Führer Pi.Zug i. d. StabsKp/Schtz.Rgt 394 |                          |
| Thilo Freiherr von Werthern   | Ritterkreuz  | 8. Sep. 1941  | Oberleutnant      | Chef 3./Schtz.Rgt 394                     |                          |
| Otto Lempp                    | Ritterkreuz  | 14. Mai 1944  | Hauptmann d.R.    | Chef 2./Pz.Art.Rgt 75                     |                          |
| Günther Pape                  | Ritterkreuz  | 10. Feb. 1942 | Major             | Kdr. KradSchtz.Btl 3                      |                          |
| Karl Deichen                  | Ritterkreuz  | 10. Sep. 1943 | Hauptmann d.R.    | Kdr. Pz.Aufkl.Abt 3                       |                          |
| Paul-Georg Kleffel            | Ritterkreuz  | 14. Mai 1944  | Oberleutnant d.R. | Chef 4./Pz.Aufkl.Abt 3                    |                          |
| Fritz Beigel                  | Ritterkreuz  | 9. Juli 1941  | Major             | Kdr. Pz.Pi.Btl 39                         |                          |
| Friedrich Brandt              | Ritterkreuz  | 20. Aug. 1942 | Oberleutnant      | Chef 3./Pz.Pi.Btl 39                      |                          |
| Hellmuth Schwing              | Ritterkreuz  | 30. Dez. 1943 | Major             | Kdr. Pz.Pi.Btl 39                         |                          |

## Bekannte Divisionsangehörige
- Benno von Arent (1898–1956), war ein Architekt und Reichsbühnenbildner
- Bernhard Victor Christoph-Carl von Bülow, kurz Vicco von Bülow[8] (1923–2011), deutscher Humorist
- Karl Hanke (1903–1945), Gauleiter von Niederschlesien und letzter Reichsführer SS
- Horst Scheibert (1918–2010), war ein Autor
- Horst Stechbarth (1925–2016), war von 1972 bis 1989 Stellvertretender Minister für Nationale Verteidigung im Ministerrat der DDR und Chef der Landstreitkräfte (LaSK) der Nationalen Volksarmee
- Wilhelm Voß (1907–1996), war von 1962 bis 1965, als Brigadegeneral des Heeres der Bundeswehr, Inspizient der ABC-Abwehrtruppe
- Hans-Jürgen Wischnewski (1922–2005), war für die SPD, von 1966 bis 1968 Bundesminister für wirtschaftliche Zusammenarbeit, von 1974 bis 1976 Staatsminister im Auswärtigen Amt und anschließend bis 1979 sowie erneut 1982 Staatsminister im Bundeskanzleramt[9]
- Joachim Ziegler (1904–1945), späterer SS-Brigadeführer und Generalmajor der Waffen-SS und zuletzt Kommandeur der 11. SS-Freiwilligen-Panzergrenadier-Division „Nordland“